# M27 (патронная лента)

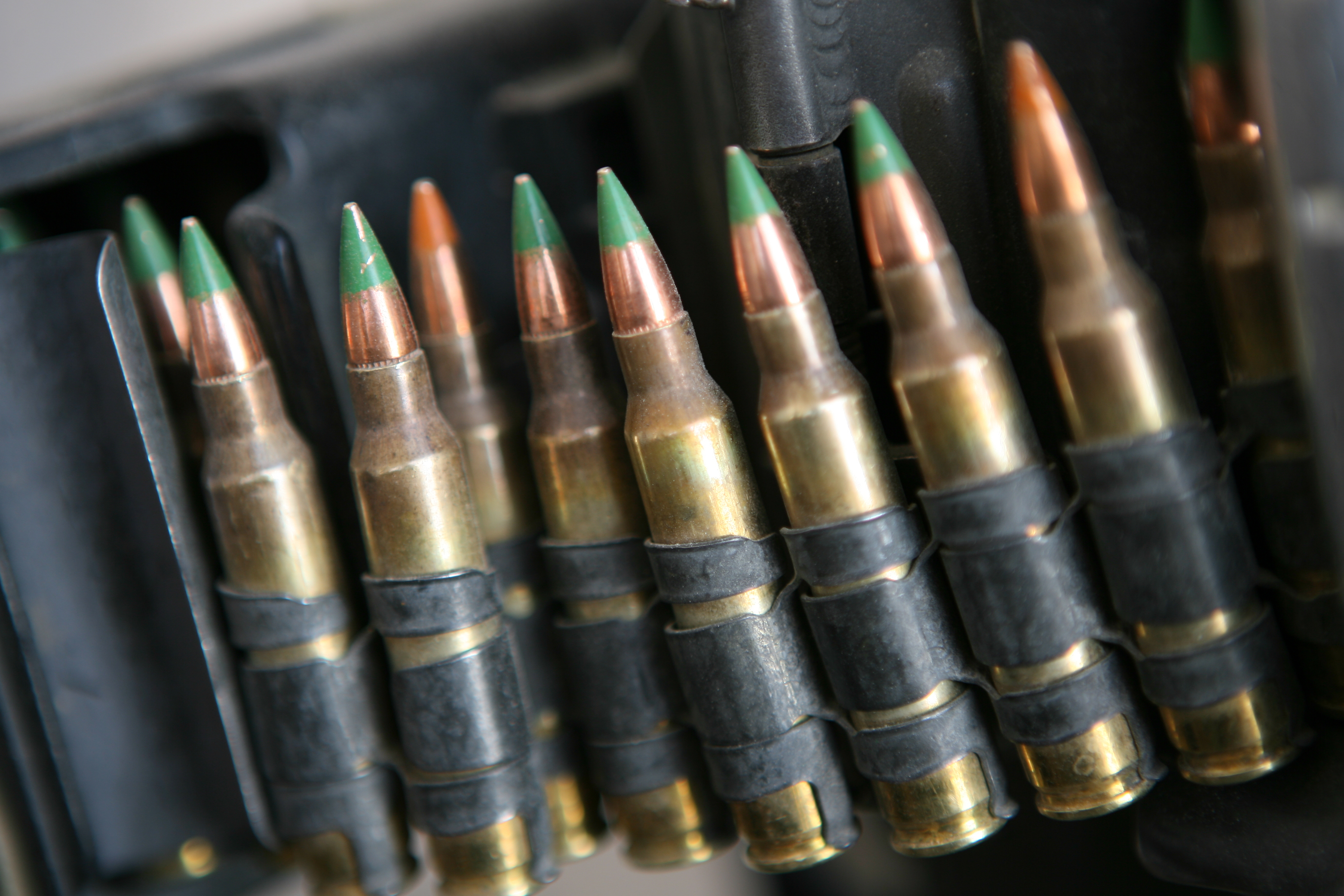
Патроны калибра 5,56 мм, связанные звеньями М27

M27 (англ. Link, M27) — инвентарное обозначение металлической разъемной патронной ленты под боеприпасы 5,56×45 мм НАТО в номенклатуре снаряжения армии США.

## Описание
Данный тип патронной ленты предназначен для хранения и подачи боеприпасов при стрельбе из всех типов штатного автоматического оружия с ленточным питанием калибра 5,56×45 мм НАТО (как правило — для пехотных ручных пулемётов). Изначально создавался под пулеметы системы Стоунера во времена войны во Вьетнаме, позже был адаптирован под пулеметы M249 SAW. Фактически является уменьшенной копией патронной ленты M13 к единому пулемету M60.

## Оружие
- M249 SAW
- FN Minimi
- и другие.